# Aeródromo de Tocache
El Aeródromo de Tocache (IATA: TCG, OACI: SPCH) es un aeródromo peruano ubicado en ciudad de Tocache en el departamento de San Martín.
Actualmente se encuentra bajo la administración por CORPAC.
En forma esporádica opera vuelos particulares y militares. Desde el 2007 no cuenta con operaciones comerciales.